# 밥 케네디
로버트 대니얼 케네디(Robert Daniel Kennedy, 1920년 8월 18일 ~ 2005년 4월 7일)는 미국의 전 프로 야구 선수이자 감독이다. 메이저 리그 베이스볼(MLB)에서 외야수와 3루수로 활약하였으며, 16시즌 동안 시카고 화이트삭스, 클리블랜드 인디언스, 볼티모어 오리올스, 디트로이트 타이거스, 브루클린 다저스에서 뛰었다. 통산 성적은 1484경기에 출전해 타율 .254, 1176안타, 63홈런, 514타점을 기록했다.
그의 아들 테리 케네디 또한 메이저 리그에서 포수로 뛰었다.